# بنیامین فرانکلین باتلر (وکیل)
بنیامین فرانکلین باتلر (۱۷ دسامبر ۱۷۹۵–۸ نوامبر ۱۸۵۸) وکیل برجسته ایالت نیویورک بود. یکی از متحدین حرفه ای و سیاسی مارتین ون بورن، از جمله بسیاری از سمت‌های انتخابی و انتصابی که وی به عهده داشت دادستان کل ایالات متحده و دادستان ایالات متحده برای منطقه جنوبی نیویورک بود. او همچنین بنیانگذار دانشگاه نیویورک و یکی از بنیانگذاران مکتب دهکده کودکان در شهر نیویورک بود. وی فرزند مداد باتلر و هانا باتلر (née تایل) در ایالت کلمبیا در نیویورک بود. نویسنده فرانسیس ال ولمن در کتاب خود در سال ۱۹۰۳ در کتاب  «بررسی‌های متقابل» اظهار داشت که باتلر در طول زندگی به عنوان یک وکیل کارآزمایی بسیار مؤثر و یکی از موفق‌ترین بازرسان متقابل روزگار وی شناخته می‌شد.

## زندگی سیاسی
باتلر یکی از اعضای اولیه آلبانی ریجنسی بود. هنگامی که عضو همکار ریجنسی و متحد ون بورن، راجر اسکنر به عنوان قاضی دادگاه منطقه ایالات متحده برای منطقه شمالی نیویورک در سال ۱۸۱۹ منصوب شد، وی دفتر وکالت خود را به باتلر فروخت، که مشتری‌های اسکینر را به عهده گرفت و پرونده‌های در حال رسیدگی را در دست داشت.
باتلر فعالیت سیاسی خود را به عنوان وکیل بخش ولسوالی آلبانی آغاز کرد و از سال ۱۸۲۱ تا ۱۸۲۵ خدمت کرد. وی به یکی از سه کمیساری برای تجدید نظر در اساسنامه ایالتی در سال ۱۸۲۵ منصوب شد. باتلر در سال ۱۸۲۸ عضو آلبی کانتی در مجلس ایالتی نیویورک بود. در سال ۱۸۳۳، وی به عنوان کمیسر نیویورک برای تنظیم خط مرزی نیوجرسی خدمت کرد. در ۱۵ نوامبر ۱۸۳۳، رئیس‌جمهور اندرو جکسون دادستان کل باتلر را منصوب کرد، دفتری که تا سال ۱۸۳۸ در آنجا داشت. از آن سال تا سال ۱۸۴۱ و از ۱۸۴۵ تا ۱۸۴۸ وی دادستان ایالات متحده برای منطقه جنوبی نیویورک بود.
باتلر از سال ۱۸۲۹ تا ۱۸۳۲ عضو دانشگاه ایالتی نیویورک بود. وی در سال ۱۸۳۱ در تأسیس دانشگاه نیویورک مؤثر بود و از ابتدای تأسیس این دانشگاه در ظرفیت‌های مختلفی با این دانشگاه خدمت کرده‌است. وی مدرک افتخاری LL را دریافت کرد. D. از دانشگاه راتگرز در سال ۱۸۳۴. وی در سال ۱۸۳۷ به عنوان استاد اصلی دانشگاه نیویورک منصوب شد.

## زندگی شخصی
در سال ۱۸۱۸، وی با هریت آلن ازدواج کرد. فرزندانشان شامل وکیل ویلیام آلن باتلر، و لیدیا آلن باتلر بودند که با آلفرد بوث ازدواج کردند و مادر سر آلفرد آلن بوث، اول بارونت، مدیر آلفرد بوث و شرکت و رئیس کنگر بود.
وی در حالی که در سال ۱۸۵۸ به اروپا رفت، در پاریس فرانسه درگذشت. وی در گورستان وودلاون در برانکس به خاک سپرده شد. فورت باتلر، یکی از قلعه‌های اصلی ساخته شده برای حذف اجباری سرخپوستان چروکی در مسیر اشک، برای او نامگذاری شد.